# Best of UGK
Best of UGK è una raccolta del gruppo hip hop statunitense UGK. Pubblicato il 17 giugno del 2003, è distribuito da Jive Records.

## Tracce
1. I Left It Wet For You – 4:45 (musica: Pimp C)
2. Something Good – 5:27 (musica: Bernie Bismark, Shetoro Henderson)
3. Murder – 3:52 (musica: Pimp C)
4. It's Supposed To Bubble – 4:30 (musica: DJ DMD)
5. Pocket Full Of Stones – 5:03 (musica: Pimp C, Bernie Bismark, Shetoro Henderson)
6. Diamonds & Wood – 5:13 (musica: Pimp C)
7. Short Texas – 6:17 (musica: Pimp C, Bernie Bismark, Shetoro Henderson)
8. Let Me See It – 4:13 (musica: Pimp C)
9. Front, Back & Side To Side – 5:14 (musica: Pimp C)
10. Ain't That A Bitch (Ask Yourself) (featuring Devin The Dude) – 4:43 (musica: N.O. Joe)
11. Protect & Serve – 4:35 (musica: Pimp C)
12. Choppin' Blades – 4:46 (musica: N.O. Joe, Pimp C)
13. Good Stuff – 3:48 (musica: Sergio)
14. Pocket Full Of Stones (Pimp C Remix) – 6:13 (musica: Pimp C, Bernie Bismark, Shetoro Henderson)
15. One Day – 5:24 (musica: Pimp C)

Durata totale: 74:03

## Classifiche

### Classifiche settimanali
| Classifica (2003)         | Posizione massima |
| ------------------------- | ----------------- |
| US Top R&B/Hip-Hop Albums | 22                |